# Puy-Sanières
Puy-Sanières – miejscowość i gmina we Francji, w regionie Prowansja-Alpy-Lazurowe Wybrzeże, w departamencie Alpy Wysokie.

## Demografia
Według danych z 1990 r. gminę zamieszkiwało 106 osób, a gęstość zaludnienia wynosiła 9 osób/km². W styczniu 2015 r. Puy-Sanières zamieszkiwały 242 osoby, przy gęstości zaludnienia wynoszącej 21,3 osób/km².